# Dreieck Hannover-West
Het is een knooppunt in de Duitse deelstaat Nedersaksen.
Op dit knooppunt Hannover sluit de A352 de westrandweg van Hannover-Noord aan op de A2 Dortmund-Hannover.

## Richtingen knooppunt
| Aansluitende wegen            | Aansluitende wegen                                     | Aansluitende wegen | Aansluitende wegen | Aansluitende wegen                        |
| ----------------------------- | ------------------------------------------------------ | ------------------ | ------------------ | ----------------------------------------- |
|                               |                                                        |                    |                    | richting Luchthaven Hannover Hamburg (A7) |
|                               |                                                        |                    |                    |                                           |
| richting Bielefeld / Dortmund | richting Hannover Messe Hannover / Langenhagen Berlijn |                    |                    |                                           |
|                               |                                                        |                    |                    |                                           |
|                               |                                                        |                    |                    |                                           |